# Movimento das microcasas

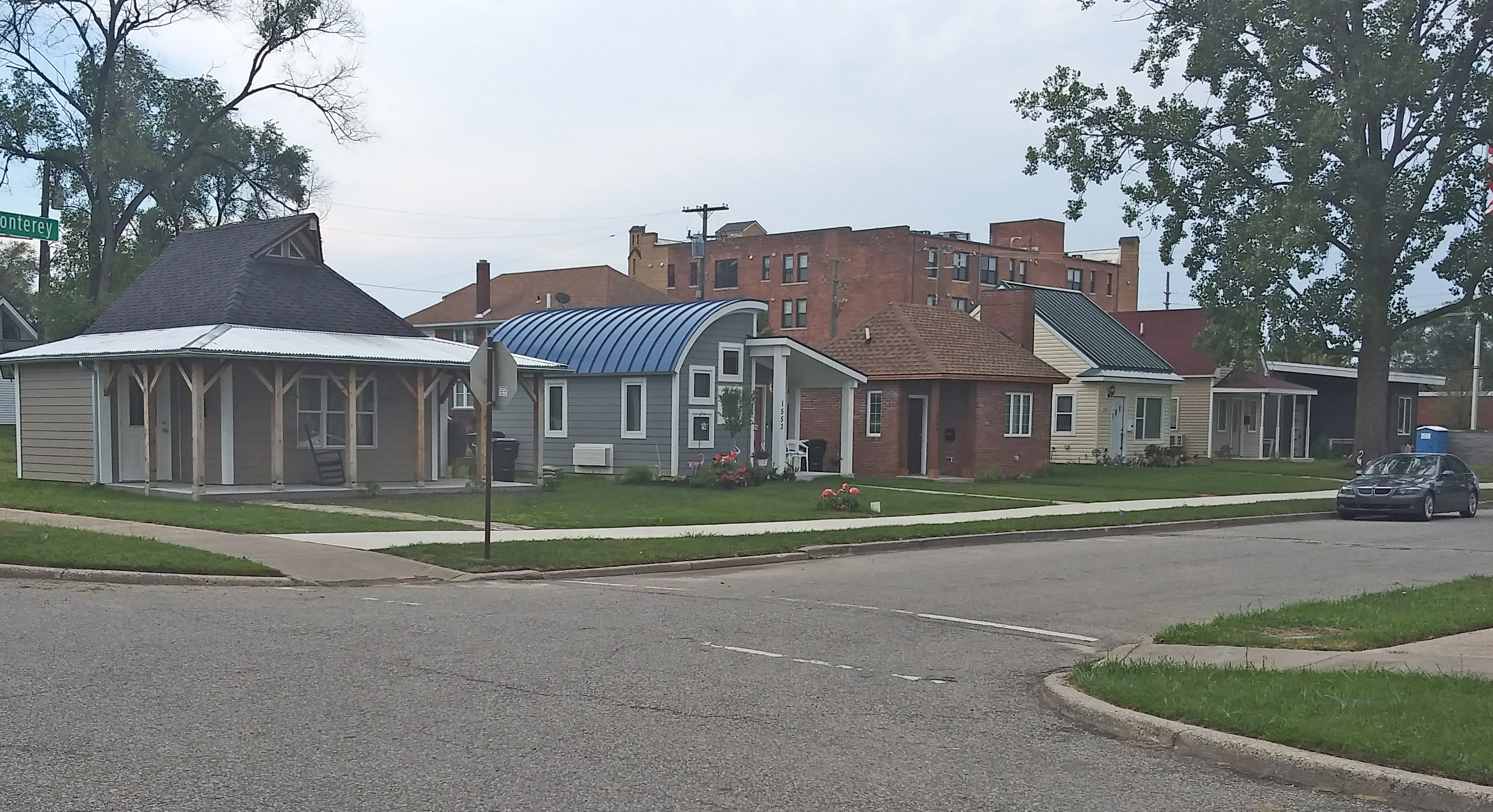
Microcasas em Detroit.

O movimento das microcasas (do Inglês: "tiny-house movement" é um movimento arquitetónico e social que promove a redução e simplificação dos espaços habitacionais. De acordo com o Apêndice Q do Código Residencial Internacional de 2018, uma microcasa é definida como "uma casa com uma área útil máxima de 37 m2 (400 pés quadrados), excluindo lofts". Frequentemente chamado de "microcasa" (em inglês: "tiny-house", este movimento está associado a uma vida simples e com custo-eficácia. Os proponentes sugerem que poderia oferecer alternativas ecológicas no mercado imobiliário e servir como uma opção de habitação transitória para pessoas em situação de sem-abrigo. As pessoas aderem ao movimento por vários motivos, incluindo a minimização do desperdício e a redução do custo de vida.

## Nos Estados Unidos
Os Shotgun Houses eram edifícios pequenos e de um único andar usados por americanos urbanos desde o final do século XIX até à Grande Depressão. Embora poucas destas casas contivessem mais de dois quartos, elas forneciam acomodação para as famílias operárias em cidades do sul dos Estados Unidos, como Nova Orleães.
O tamanho médio das casas recém-construídas nos Estados Unidos aumentou de 170m² em 1978 para 230m² em 2007, e para 250m² em 2013.
Henry David Thoreau e a publicação do seu livro Walden são frequentemente citados como uma das primeiras inspirações para o movimento das microcasas. Considera-se que o movimento moderno começou na década de 1970, com artistas como Allan Wexler a investigar a ideia de uma vida compacta contemporânea. Os primeiros pioneiros incluem Lloyd Kahn, autor de Shelter (1973), e Lester R. Walker, autor de Tiny Houses (1987). Sarah Susanka iniciou o "contra-movimento" para casas mais pequenos, algo que ela detalha no seu livro The Not So Big House (1997).

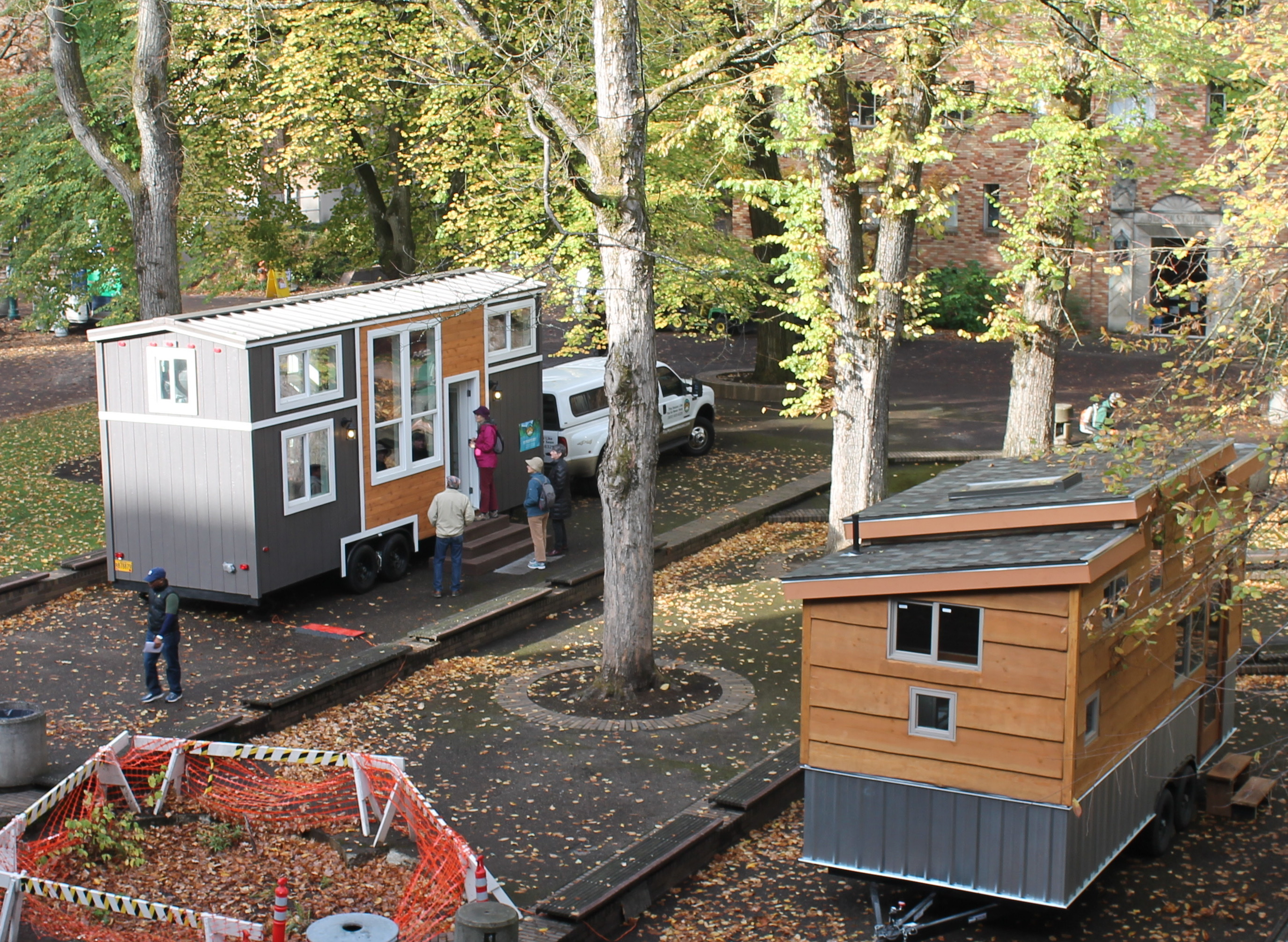
Microcasas em exposição em Portland, Oregon

Jay Shafer, outro pioneiro do movimento das microcasas, começou a trabalhar na sua primeira microcasas que tinha 10m² no Iowa, em 1997, que foi concluída em 1999. Microcasas sobre rodas foram então popularizadas por Shafer, que projetou e residiu numa casa com  8,9m² dois meses antes de fundar a Tumbleweed Tiny House Company, que ele deixou em 2012 para fundar mais tarde o Four Lights Tiny House Company. Shafer teve de sair da empresa depois da Tumbleweed ter intentado ações judiciais. Em 2002, Shafer co-fundou a Small House Society, juntamente com Greg Johnson, Shay Salomon e Nigel Valdez. Salomon e Valdez posteriormente publicaram o seu guia para o movimento modern das microcasas, Little House on a Small Planet em 2006, e Johnson publicou as suas memórias, Put Your Life on a Diet em 2008.
Com a Grande Recessão a afetar a economia dos Estados Unidos de 2007 a 2009, o movimento das microcasas ganhou mais força devido à sua perceção de acessibilidade e natureza ambientalista. Apesar disso, as compras de microcasas representavam uma percentagem mínima das transações imobiliárias, com apenas aproximadamente 1% do total de compradores de casas na altura a adquirir casas qualificadas para serem rotuladas como microcasas. As casas pequenas também são usadas como unidades habitacionais acessórias (em inglês: ADU) para servir como residência adicional na propriedade para parentes idosos ou crianças que retornam, como escritório doméstico ou como casa de hóspedes. As microcasas custavam normalmente cerca de US$20.000 a US$50.000 em 2012.
Em 2013, a Tiny House Fair em Yestermorrow, Vermont, foi organizada por Elaine Walker. No evento, Shafer sugeriu promover práticas comerciais éticas e oferecer diretrizes para a construção de microcasas sobre rodas. Walker continuou esse esforço em 2015, criando a organização sem fins lucrativos American Tiny House Association.
As microcasas receberam considerável cobertura dos média, com um programa de televisão sobre o movimento, Tiny House Nation, que começou a ser transmitido em 2014, ao lado de um semelhante Tiny House Hunters.

## Fora dos Estados Unidos

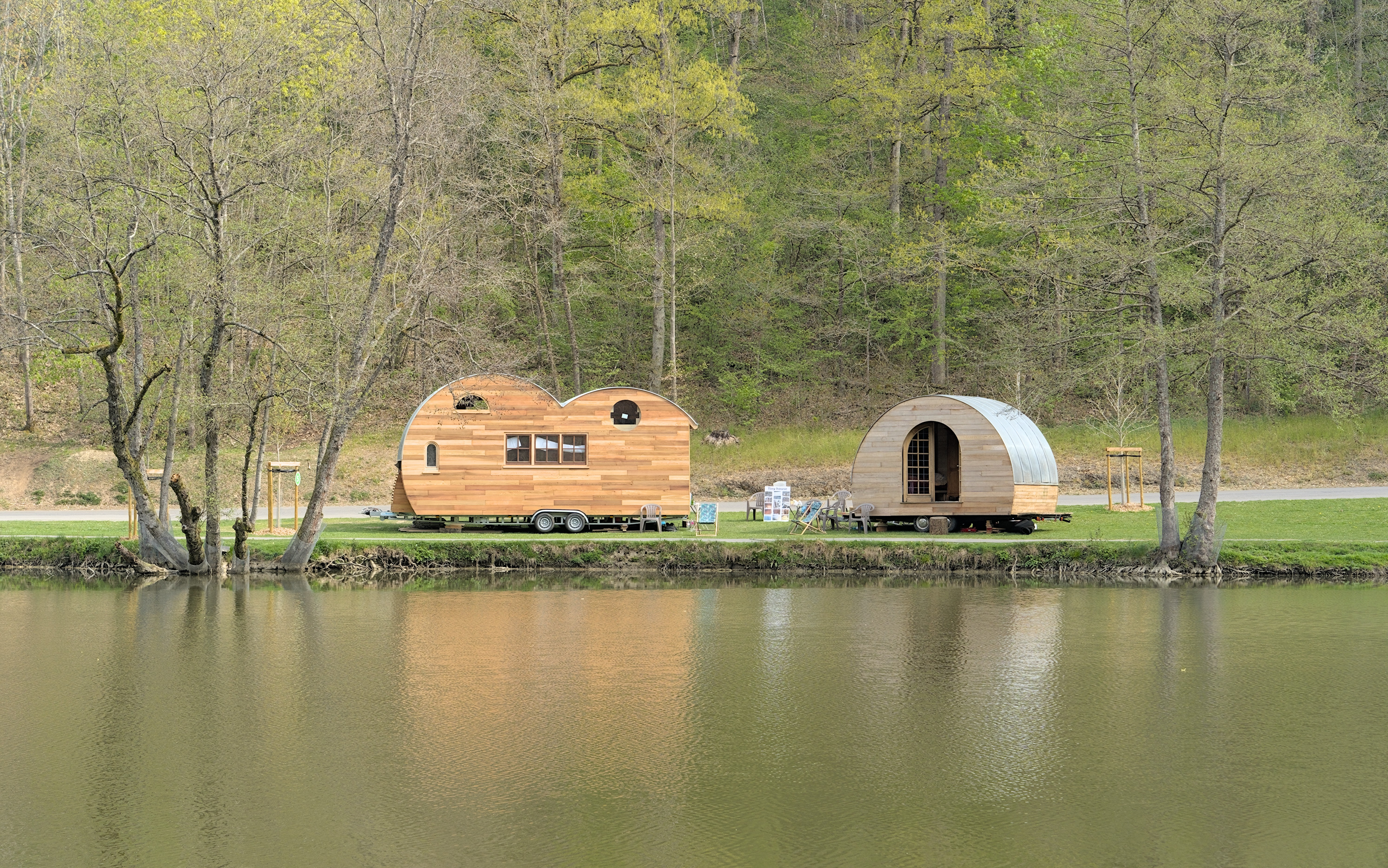
Microcasas expostas num festival de habitação alternativa na Bélgica

Embora o movimento seja mais ativo nos Estados Unidos, o interesse por microcasas também foi observado em outros países:
- Na Austrália, designers como Fred Schultz chamaram a atenção para o movimento das microcasas.[27] Propriedade de Grant Emans, a Designer Eco Tiny Homes é a maior construtora de microcasas da Austrália, criando cerca de 100 microcasas anualmente em 2 fábricas em Ulladulla.
- No Canadá, a legalidade das microcasas depende da localização da casa e se ela é móvel ou fixa.[28] Em Toronto, uma microcasa requer uma licença de construção e uma ligação à rede elétrica.[28] Em dezembro de 2019, Edmonton introduziu um estatuto permitindo a construção de microcasas em fundações, removendo o antigo requisito de largura mínima de 5,5 metros.[29] Alguns municípios consideram os edifícios que não estão ligados à rede elétrica da cidade e aos sistemas de esgotos como uma violação dos códigos de construção,[28] possivelmente para evitar incidentes semelhantes à crise dos condomínios com fugas na Colúmbia Britânica, que resultou numa revisão dos códigos de construção da província.[30] Da mesma forma, algumas microcasas móveis foram rejeitadas em espaços concebidos para veículos recreativos (VR) devido ao facto de as microcasas não cumprirem os critérios de um VR.[31] Uma “aldeia ecológica” de casas com menos de 56m² em Okotoks, conhecido como Homestead Project, foi proposta em 2017, mas enfrentou oposição dos residentes de Okotoks.[32][33] Eventualmente, em agosto de 2019, o município votou pela não consideração do projeto depois de decidir honrar uma petição com 3.000 assinaturas que se opunham ao desenvolvimento.[34]
- Na França, a Ty Village abriu as suas portas a 6 quilômetros (3,7 mi) de distância do campus da Universidade de Rennes Saint-Brieuc na Bretanha, em setembro de 2019.[35]
- Na Alemanha, a comunidade de Vauban criou 5.000 residências numa antiga base militar em Freiburg im Breisgau. A densidade planeada da construção naquela área era de 123 unidades habitacionais por hectare.[36] O arquiteto britânico Richard Horden, na Universidade Técnica de Munique, desenvolveu a Micro Compact Home (M-CH), um pequeno cubo topo de gama[9] de 7,1m² projetado para 1–2 pessoas, com espaços funcionais para cozinhar, higiene, jantar/trabalhar e dormir.[37]
- Na Nova Zelândia, as unidades construídas por empresas são chamadas de casas móveis[38] e de microcasas sobre rodas.[39] A partir de 2021, tende a ser uma iniciativa de base.[40] Bryce Langston, um cineasta apaixonado por design de espaços pequenos, permacultura e vida ecológica e minimalista, criou vídeos curtos em estilo documentário sobre a vida em espaços pequenos para o YouTube por meio do seu canal e website Living Big in a Tiny House.[41]
- Em Espanha, Eva Prats e Ricardo Flores apresentaram a House in a Suitcase de 27m².[42]
- Na Suécia, um casal de chefs lançou um movimento da floresta para a mesa, Stedsans in the Woods, a partir de pequenas cabanas para arrendamento numa floresta sueca. Eles partilharam as plantas das suas cabanas A Frame.[43]
- No Reino Unido, a Tiny Eco Homes UK desenvolveu vários modelos de microcasas personalizáveis a partir de £26.000. Dezenas de casas estão a ser usadas como residências principais em todo o Reino Unido e na Europa continental. Abito criou espaços inteligentes de apartamentos de 33m² em Manchester. A Tiny House Scotland criou a Nesthouse,[44] uma pequena casa ecológica modular móvel de 23m2 para explorar as possibilidades de vida sustentável em pequena escala[45] numa estrutura de madeira altamente isolada com alguns princípios de casa passiva garantindo um uso muito baixo de energia, com um custo estimado de € 55.000.[46] A Irlanda do Norte também tem assistido a uma pequena mas crescente comunidade de proprietários de microcasas, embora as regras de planeamento não acomodem especificamente as microcasas, o que resulta que o processo de planeamento de uma microcasa teria de ser decidido numa base de caso a caso.[47]

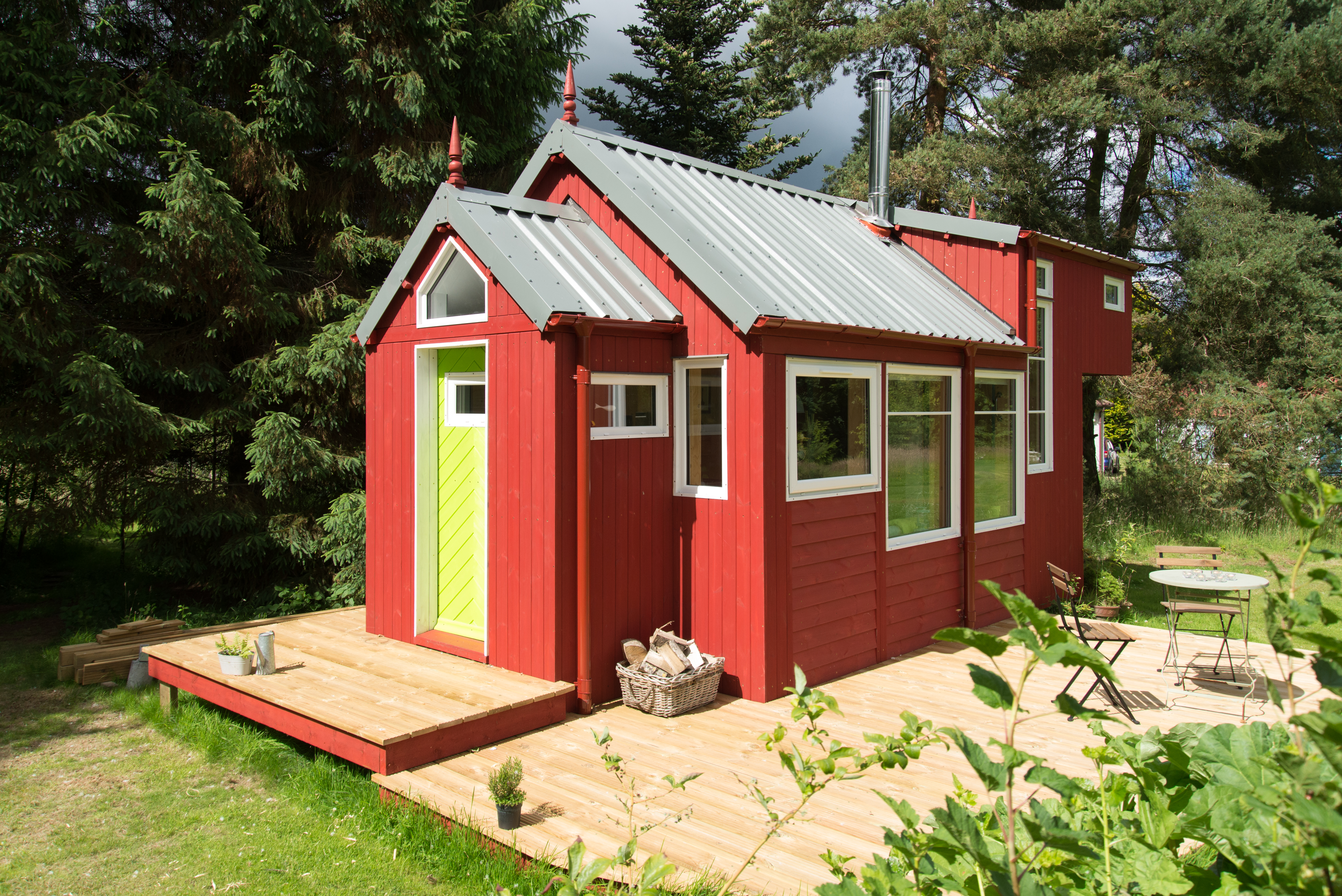
A microcasa NestHouse foi projetada e construída por Jonathan Avery da Tiny House Scotland, Linlithgow RU

- No Brasil, a Tiny Houses Brasil foi a primeira fábrica de microcasas do país, iniciando suas operações em um armazém rural em Porangaba, São Paulo, e atualmente localizada em Brusque, Santa Catarina. A empresa desenvolve projetos e constrói microcasas sobre rodas, personalizadas e feitas à mão, com valores a partir de 90 mil reais. O movimento Tiny House Brasileiro já é uma realidade: as Tiny Houses são legalizadas e podem ser construídas em quatro modalidades: móvel (sobre rodas), fixa, transportável ou caminhão-casa. As Tiny Houses podem ser construídas por empresas especializadas ou de forma independente, com o apoio da Comunidade Tiny Houses Brasil ou da Tiny Houses Brasil, ambas parte do movimento social brasileiro. Você pode adquirir conhecimento especializado através da Mentoria das Tiny Houses, com o pioneiro Robson Lunardi, co-criador dos principais projetos do Movimento Tiny House no Brasil: Tiny Houses Brasil, o projeto social Colibri e a Comunidade Tiny Houses Brasil.[48]

## Problemas

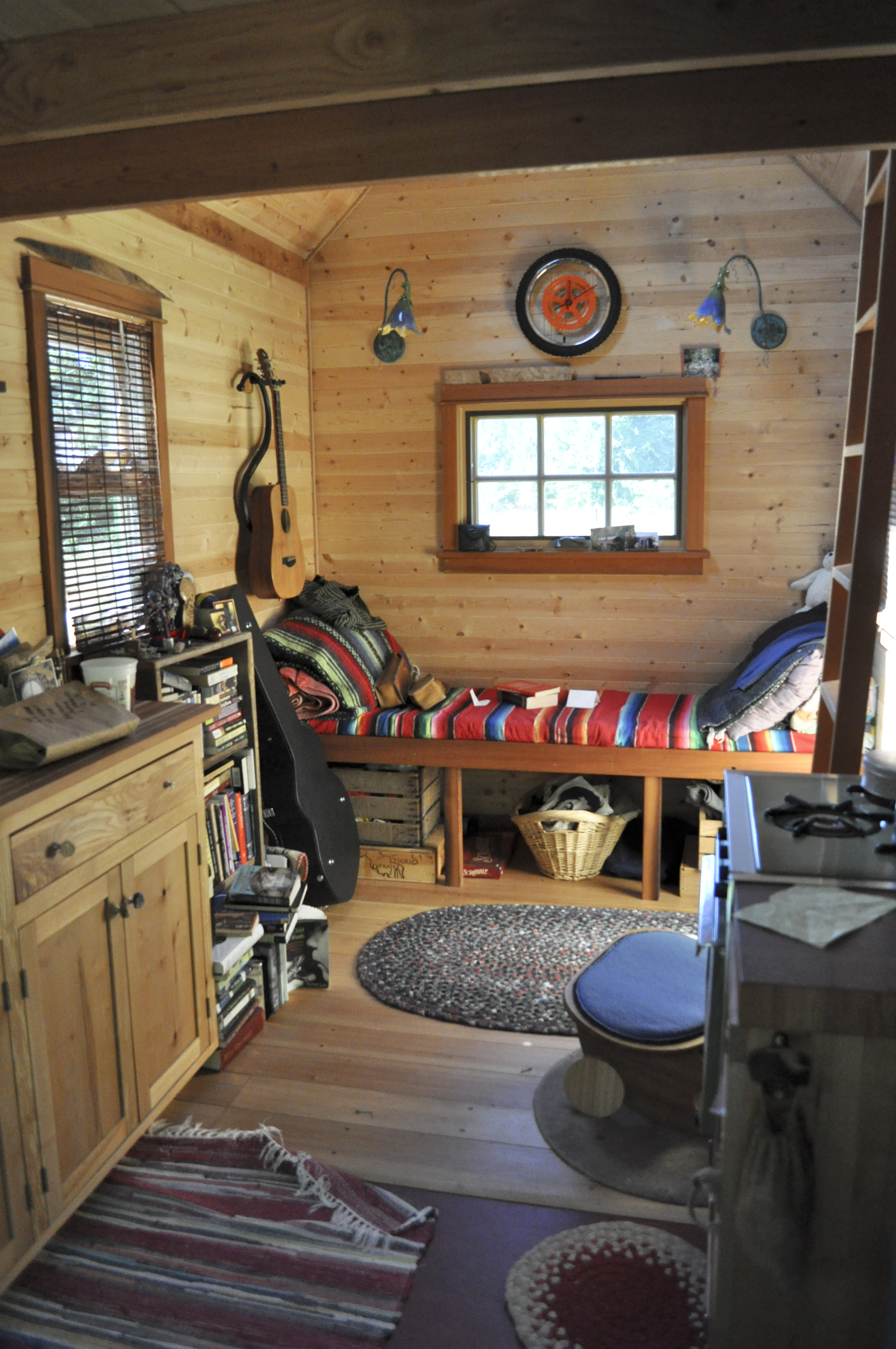
Interior de uma microcasa em Portland

Um dos maiores obstáculos enfrentados pelo movimento das microcasas é a dificuldade de encontrar uma região onde tal casa possa ser construída. Os regulamentos de zoneamento normalmente especificam a metragem quadrada mínima para novas construções numa fundação e, para microcasas sobre rodas, estacionar no seu próprio terreno pode ser proibido pelos regulamentos locais contra acampar. Embora as microcasas tenham o potencial de reduzir os custos de construção e de habitação, ainda podem ser dispendiosas devido ao custo dos terrenos que ocupam.
Além disso, os parques para veículos recreativos nem sempre permitem microcasas, a menos que atendam aos critérios exigidos para caravanas. Microcasas sobre rodas são consideradas VR e não são adequadas para residência permanente, de acordo com a Recreational Vehicle Industry Association (RVIA). Do RV Business, "O RVIA continuará a evitar permitir que membros que produzam produtos chamados de "microcasas "ou "microresidências". (No entanto, o RVIA permite que construtores de "microcasas" se juntem, desde que as suas unidades sejam construídas de acordo com os padrões de VR ou modelo de parque VR.)".
As decisões dos tribunais de instância inferiores nos EUA derrubaram as leis de zoneamento relacionadas com o tamanho, que representavam um obstáculo para habitações pequenas. Um desses casos foi League of South Jersey, Inc v. Township of Berlin, no qual o tribunal concluiu que uma lei de zoneamento relacionada com o tamanho de uma casa não protegia os cidadãos, fazendo com que a lei fosse revogada. Esta e outras decisões semelhantes ajudaram a permitir a propagação do movimento das microcasas, apesar da sua raridade.
Em 2014, a primeira "cidade amiga das microcasas" foi declarada em Spur, Texas; mais tarde foi esclarecido que uma microcasa não poderia ser sobre rodas, mas deveria ser fixa a uma fundação.
Em julho de 2016, o condado de Washington, Utah, reviu os seus regulamentos de zoneamento para acomodar alguns tipos de microcasas.
Cada vez mais, as microcasas tornaram-se maiores, mais pesadas e mais caras. O ideal de impacto mínimo no ambiente não é uma prioridade para todos os proprietários de casas, sendo que as empresas de construção de microcasas conseguem capitalizar a popularidade das microcasas sem necessitarem de envolvimento no aspeto ambiental do movimento.
As microcasas foram rotuladas como espaços impraticáveis para criar famílias. Observou-se que a superlotação e a falta de espaço são prejudiciais à saúde física e mental, com o potencial de afetar negativamente o desempenho académico dos jovens.
Na Nova Zelândia, alguns conselhos distritais procuraram classificar as casas móveis e as microcasas sobre rodas como edifícios, sujeitos à Lei da Construção de 2004. Isto foi apoiado pelo Ministério das Empresas, Inovação e Emprego (MBIE) numa determinação que foi então contestada no Tribunal Distrital (Dall v MBIE). O juiz Callaghan decidiu a favor do argumento de Dall de que a sua casa não era um edifício, determinando que o conselho e a MBIE erraram ao dizer que sim.

## Habitação para as pessoas em situação de sem-abrigo

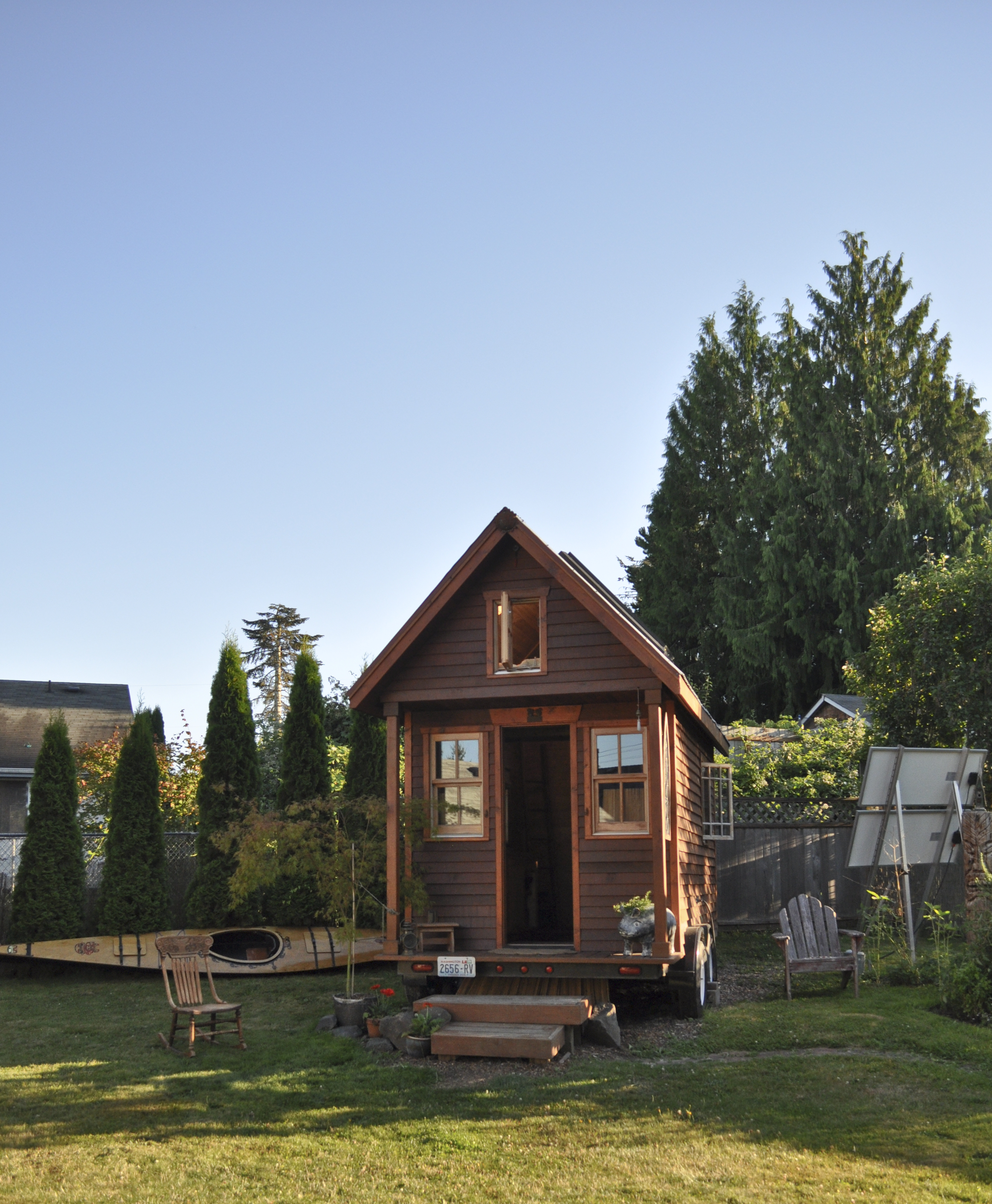
Uma microcasa móvel num quintal de Portland, Oregon

A Grande Recessão alimentou o crescimento do movimento das microcasas. Em diversas cidades, uma população entrincheirada de pessoas em situação de sem-abrigo formou-se em torno de cidades de tendas, acampamentos que evoluíram para se tornarem habitações semipermanentes. A privação de alojamento nessas comunidades foi motivada por execuções hipotecárias e hipotecas caras como resultado da bolha imobiliária dos Estados Unidos.
As microcasas tornaram-se uma opção acessível para indivíduos que perderam as suas casas devido a dificuldades financeiras. Com o seu baixo custo e relativa facilidade de construção as microcasas foram adotadas como abrigos para pessoas em situação de sem-abrigo em Eugene, OR; Olímpia, WA; Ítaca, NI; e em outras cidades. As comunidades de microcasas  oferecem aos residentes uma transição para a autossuficiência. Comunidades como Othello Village em Seattle, WA originalmente não tinham eletricidade e aquecimento. Em Seattle, organizações sem fins lucrativos intervieram para ajudar a fornecer comodidades.
Fornecer habitação às pessoas em situação de sem-abrigo reduz os custos para os municípios. A viabilidade a longo prazo de microcasas para pessoas em situação de sem-abrigo depende inteiramente da estrutura e da sustentabilidade do modelo. Os benefícios do acesso à habitação incluem privacidade, armazenamento, segurança, restauração da dignidade e estabilidade. Para cidades como Chicago, as microcasas são vistas como uma opção atraente para colmatar a lacuna na disponibilidade de habitação.
Em Reno (Nevada), grupos religiosos e defensores da comunidade legislaram um novo zoneamento para habitação de pessoas em situação de sem-abrigo numa pequena comunidade residencial. Cada microcasa custaria cerca de US$3.800 para ser construída, bem como um orçamento operacional de US$270.000 para gestores de casos ajudarem os residentes a encontrar moradias mais permanentes e um cargo de gestor de projeto. Uma vila de 21 microcasas está planeada para ser inaugurada em 2023 para pessoas em situação crónica de sem-abrigo em Worcester, Massachusetts.
Um desafio para além do zoneamento e do financiamento tem sido uma resposta NIMBY por parte das comunidades, o que pode pesar as preocupações sobre conjuntos de microcasas que se transformam em bairros de lata ou bairros degradados que reduzem os valores de propriedade dos bairros circundantes. Os planeadores comunitários também expressaram preocupações relativamente à possibilidade de pequenas comunidades habitacionais se transformarem em bairros de lata.
Na Califórnia, a cidade de Richmond envolveu estudantes da Universidade da Califórnia, Berkeley, no projeto THIMBY (Tiny House In My Backyard) com um programa piloto que visa desenvolver um modelo de seis microcasas transitórias a serem colocadas na cidade. THIMBY, com o apoio da Sustainable Housing at California, pretende promover um ambiente que permita aos proprietários e residentes de habitações transitórias viverem como vizinhos, em vez de numa relação proprietário-inquilino. THIMBY adquire locais-alvo para pequenos empreendimentos habitacionais por meio de sondagens com proprietários interessados que se oferecem para alugar espaço no quintal para a pequena unidade habitacional. Embora a Sustainable Housing at Californa tenha procurado de forma independente indivíduos interessados para o projeto piloto inicial, a organização também pretende trabalhar em estreita colaboração com o decreto Tiny House on Wheels da cidade de Richmond para reforçar os esforços a nível municipal para fornecer habitação e abrigo a preços acessíveis. Isto está em linha com os esforços desenvolvidos na área da Baía de São Francisco para utilizar micro-apartamentos e microcasas no combate à crise habitacional e à privação de habitação na zona da Baía de São Francisco. Esforços semelhantes de utilização de microcasas para alojar as pessoas em situação de sem-abrigo também estão em curso em Oakland através de uma parceria entre a cidade de Oakland e o Laney College. Em 2021, a organização sem fins lucrativos Hope of the Valley, com sede na Califórnia, financiou e construiu 4 pequenas vilas residenciais em Los Angeles, formando o primeiro projeto formal e legalmente incontestado de microcasas na região. Esforços mais informais para construir microcasas para comunidades de pessoas em situação de sem-abrigo foram feitos no passado por cidadãos de Los Angeles, mas acabaram por ser tomados pela cidade devido a preocupações com o saneamento.
Ao ano de 2022, as microcasas têm ganho popularidade como uma solução temporária para as pessoas em situação de sem-abrigo na costa oeste e na zona da baía de São Francisco. Os indivíduos ou famílias em situação de sem-abrigo são normalmente autorizados a viver em microcasas durante seis meses enquanto procuram habitação permanente, muitas vezes com a ajuda de assistentes sociais; se não conseguirem, são despejados e a microcasa é entregue à próxima pessoa ou família na lista de espera. Uma análise de dados de várias pequenas comunidades residenciais nos condados de Santa Clara e Alameda descobriu que, em comparação com os abrigos para pessoas em situação de sem-abrigo em estilo dormitório, que conduziam à habitação permanente menos de 15% das vezes, as pequenas comunidades residenciais conduziam à habitação permanente quase 50% das vezes. Abrigos para pessoas em situação de sem-abrigo em estilo dormitório custam cerca de US$17 mil por cama por ano; algumas pequenas comunidades residenciais, como Oak Street, em Oakland, custam US$22.500 por cama por ano (com casas de banho portáteis no local), com a inclusão de banheiros privados, como visto em alguns abrigos de San José, resultando  num aumento do custo para aproximadamente US$34.000 por cama por ano. Embora o apartamento estúdio médio em San José seja alugado por US$29.000 por ano ao ano de 2022, as microcasas são equipadas com serviços de apoio para ajudar as pessoas em situação de sem-abrigo a conseguirem empregos e residência permanente, resultando em custos gerais mais elevados.
Em Edimburgo, Reino Unido, a Social Enterprise Social Bite pediu a Jonathan Avery, da Tiny House Scotland, para projetar uma variação de dois quartos da sua microcasa "NestHouse" para a Homeless Tiny House Village, na área de Granton, em Edimburgo. A vila foi inaugurada em 17 de maio de 2018 por Angela Constance, Secretária de Gabinete Escocesa para as Comunidades, Seguridade Social e Igualdade, e possui onze microcasas "NestHouse" Duo e um edifício central comunitário, todos construídos pela Carbon Dynamic.

## Prós e contras
Num artigo de investigação de coautoria The Psychology of Home Environments, argumenta-se que a motivação por trás do movimento das microcasas está centrada em desejos de modéstia e conservação, além de consciência ambiental, autossuficiência e desejo de uma vida de aventura. Na construção de microcasas, muitas vezes há um desalinhamento entre as necessidades do(s) ocupante(s) e o projeto expresso pela equipa de criação. Esta realidade é utilizada como um apelo a arquitetos e equipas de design para trabalharem com psicólogos na construção de microcasas mais adequadas às necessidades do(s) ocupante(s). Ao compreender estas considerações, é importante notar que nem todos são adequados para uma microcasa.
As casas mais pequenas são mais baratas do que as maiores em termos de impostos e custos de construção, aquecimento, manutenção e reparação. O custo de vida mais baixo pode ser vantajoso para aqueles com poucas poupanças, como pessoas com 55 anos ou mais. Além de custarem menos, as casas pequenas podem encorajar um estilo de vida mais simples e menos desordenado, e reduzir os impactos ecológicos para os seus residentes. O tamanho típico de uma casa pequena raramente excede 46m². Uma microcasa sobre rodas típica geralmente tem menos de 2,4m x 6,1m, com uma área habitável totalizando 11m² ou menos, para facilitar o rebocamento e para ser isenta da necessidade de uma licença de construção.
As casas pequenas podem enfatizar o design em vez do tamanho, utilizar funcionalidades de dupla finalidade e móveis multifuncionais e incorporar avanços tecnológicos de equipamentos e eletrodomésticos que economizam espaço. A otimização do espaço vertical também é uma característica comum em casas e apartamentos pequenos. Um exemplo disso é a utilização de espaços de loft para dormir e arrumação. Devido às restrições gerais de altura relacionadas à capacidade de rebocar facilmente uma microcasa, é comum que os lofts tenham entre 1,0m e 1,7m de altura interna. Portanto, para acessibilidade de idosos e deficientes, são mais habituais plantas maiores que mantenham elementos essenciais como quarto, casa de banho e cozinha no piso principal.
A maior utilização de casas pequenas como segundas residências ou casas de repouso pode levar ao desenvolvimento de mais terrenos. As pessoas interessadas em construir uma casa pequena podem encontrar “discriminação” institucional quando os códigos de construção exigem um tamanho mínimo bem superior ao tamanho de uma casa pequena. Além disso, os vizinhos podem ser hostis porque temem impactos negativos no valor das suas propriedades e têm preocupações com o aumento dos impostos.
De forma mais ampla, estes sentimentos de "inferiorização" de pessoas em situação de sem-abrigo culminaram num movimento mais amplo de NIMBYismo, ou "Não no Meu Quintal".
O advento do NIMBYismo ocupou grande parte do diálogo sobre organização comunitária e defesa da habitação na década de 1980, tanto que alguns  cunharam-no como "a filosofia política populista da década de 1980". De muitas formas, a filosofia NIMBY funciona através da “espacialização do estigma”, permitindo que residentes e proprietários realoquem e redefinam bairros e comunidades locais e, consequentemente, quais os indivíduos que deveriam ser autorizados a ocupar tal área. Embora a sociedade moderna dos EUA tenha experienciado estatisticamente uma necessidade crescente de serviços humanos e bem-estar, os investigadores reconheceram que "A estigmatização de pessoas e lugares é, portanto, mutuamente constitutiva da rejeição da comunidade e da resistência organizada à permanência em instalações de serviços humanos". Com efeito, a resistência da comunidade à defesa da habitação e às medidas de acessibilidade agrava ainda mais o número cada vez menor de recursos públicos e serviços sociais disponíveis para pessoas em situação de sem-abrgo e deslocadas.
Persistem as preocupações sobre a eficácia das microcasas para as pessoas em situação de sem-abrigo. Alguns críticos argumentaram que, de forma semelhante a outras formas de legislação anti-privação de habitação, as pequenas aldeias residenciais são fundamentalmente carcerárias, concebidas para empurrar os seus inquilinos para espaços menos públicos perto da periferia da cidade, num esforço para marginalizar as pessoas em situação de sem-abrigo, em vez de proporcionar estabilidade a longo prazo.

## Configuração elétrica e impactos na rede
As microcasas ameaçam aumentar a fuga da rede devido às suas procuras de energia inerentemente baixas, como resultado do seu pequeno tamanho. As suas construções personalizadas e menor procura de energia muitas vezes resultam na capacidade de sustentar uma pequena casa inteiramente com energia fotovoltaica no telhado, como painéis solares montados no telhado. Isto tornou-se especialmente proeminente devido ao preço continuamente decrescente dos painéis solares e baterias, e as microcasas tornaram-se notáveis como um exemplo de uma opção alternativa existente e comercialmente disponível para habitação fora da rede.

### Sistema elétrico solar fora da rede
Cada espaço e casa terá o seu próprio perfil de consumo de energia e procura de geração. Consequentemente, deve-se dimensionar os seus equipamentos de energia apropriadamente. O tamanho necessário dos sistemas de bateria para armazenar energia capturada ou energia fornecida pela rede que será usada durante períodos sem produção de energia solar no telhado, como quando há insolação inadequada, depende da capacidade de geração (para não subdimensionar ou superdimensionar o banco de baterias), o tipo de baterias utilizadas, a sua capacidade individual (Ah), a taxa de descarga permitida por ciclo (%), o tamanho das cargas (W), quanto tempo elas funcionarão e quantos dias de armazenamento são precisos. Calculadoras de dimensionamento de bateria estão disponíveis online para simplificar este processo. Além disso, balanceadores de bateria, sensores que podem ler e recalibrar a capacidade disponível, ou o estado de carga, entre diferentes células de bateria, podem ser adicionados para prolongar a vida útil de um sistema de bateria para proibir o deslocamento de tensão ou fluxo de corrente não ideal, potencialmente prejudicial ou redução da capacidade das baterias ao longo do tempo. As baterias são classificadas em termos de amperes-hora com taxa de descarga e capacidade definidas pelo fabricante para uma corrente específica e quantidade total de tempo, pois a tensão difere com a temperatura e a potência varia com a taxa de descarga.
Para converter totalmente uma microcasa para fora da rede, são necessários outros equipamentos eletrónicos de potência, como um controlador de carga, um inversor para alimentar cargas CA ou reguladores descendentes para cargas CC, e dispositivos de proteção adequados, como disjuntores e fusíveis. Inversores senoidais específicos podem oferecer conexão simultânea de energia à rede, chamados de 'inversores grid-tie', em caso de geração local de energia insuficiente. Os inversores ligados à rede são de interesse académico e estão a ser estudados pelas empresas de revenda de energia pelos seus impactos e benefícios potenciais na regulação de tensão, implicações de infraestrutura, requisitos de esquema de proteção, economia e política ideal em relação à integração para implementação na rede elétrica com o aumento da geração distribuída, nomeadamente energia solar fornecida para residências.

### Tamanho das habitações
As microcasas normalmente variam entre 9,3 e 27,9 m². Considerando o pequeno tamanho das microcasas em comparação com as casas de tamanho médio, os custos de energia são consistentemente menores; além disso, pequenas redes elétricas domésticas são normalmente provenientes de painéis solares, o que diminui a quantidade de energia produzida publicamente necessária para sustentar a casa. Mais importante ainda, a diferença de preço do uso da energia solar numa microcasa em comparação com uma casa de tamanho médio diminui significativamente as despesas do proprietário, resultando numa diferença significativa entre as emissões de energia e o custo necessário para a produção entre uma microcasa e uma casa de tamanho médio. Embora uma microcasa seja sustentada para operar com 914 quilowatts-hora por ano, produzindo em média 519 quilos de dióxido de carbono, uma casa de tamanho médio requer 12.733 quilowatts-hora, o que liberta cerca de 7.3 toneladas de CO2.
Consequentemente, as microcasas requerem inevitavelmente o consumo de menos energia para sustentar o proprietário. Como resultado, as pessoas que vivem em microcasas normalmente limitam o seu envolvimento com o materialismo. O espaço limitado de uma microcasa incentiva os proprietários a fazerem sacrifícios no que diz respeito ao acumular de objetos materialistas. Permite ainda que os proprietários reavaliem os seus hábitos pessoais, o que subsequentemente traduz-se numa consciencialização relativamente à gestão ambiental. O conceito de "micro"casa reflete todos os aspetos do estilo de vida escolhido; um espaço minimizado exige despesas mínimas do consumidor, enquanto que a quantidade limitada de área de superfície fornecida diminui a taxa e o nível de consumo de energia.

### Design ambientalmente consciente
Os seres humanos têm sido os principais contribuidores nas recentes mudanças ambientais. Um dos principais impulsionadores destas mudanças diz respeito às infraestruturas; edifícios afetam tanto os seres humanos como o ambiente. No entanto, os custos tendem a afetar o meio ambiente, enquanto que os benefícios são exclusivos dos seres humanos. A intenção de construir novas infraestruturas é garantir a sua sustentabilidade por um longo período de tempo. Como resultado, quanto menos ambientalmente intencional for uma instalação, mais dependerá do consumo de recursos naturais. "Parte da própria definição de uma microcasa é que ela seja construída com materiais renováveis e ambientalmente conscientes." A maioria das microcasas são projetadas para receber os seus serviços de formas menos esgotáveis do ponto de vista ambiental. As redes elétricas e os serviços públicos são uma forma distinta de as microcasas receberem vários serviços de água, eletricidade e canalização. Este detalhe é fundamental para consideração quando os indivíduos mudam de casas de tamanho médio para microcasas, porque permite que os indivíduos economizem dinheiro e usem menos recursos ambientais. Outra importante característica ambientalmente consciente diz respeito às sanitas. Algumas microcasas estão equipadas com sanitas incineradoras que eliminam os resíduos queimando-os em vez de descarregarem água. Ao eliminar a descarga da sanita, a quantidade de água utilizada numa residência diminui significativamente. Uma alternativa é uma sanita de compostagem que funciona decompondo os resíduos por meio da evaporação para removê-los. Portanto, as microcasas não são apenas eficientes energeticamente, mas a composição dessas casas também destina-se a ser ecologicamente correta. Posteriormente, para que novos materiais possam ser utilizados na construção e sustentáveis por longos períodos de tempo, a produção de tais materiais depende de vários produtos químicos; esta etapa adicional remove recursos adicionais do ambiente. Uma alternativa é a utilização de materiais reciclados. As microcasas projetadas por um grupo no Texas evitam conscientemente o uso de novos materiais na sua construção. Dado que 30-40% do consumo de energia é gasto por seres humanos, tem sido argumentado que a infraestrutura é a mais adequada para incluir o consumo de seres humanos nos seus planos.
Os indivíduos que vivem em microcasas estão diretamente ligados ao ambiente, principalmente devido à proximidade entre as microcasas e os ecossistemas circundantes. Através do contacto constante, o proprietário tem a oportunidade de compreender melhor as funções da natureza. Tal compreensão permite aumentar a consciência ambiental.

### Ambiente e privação de alojamento
A privação de habitação é uma questão crítica nos Estados Unidos. De acordo com o Departamento de Habitação e Desenvolvimento Urbano dos EUA, cerca de 550.000 pessoas estavam em situação de pessoa sem-abrigo numa determinada noite em 2018. Mais de metade desses indivíduos conseguiram dormir em diferentes tipos de abrigos, enquanto cerca de trinta e cinco por cento não conseguiram residir numa área abrigada. Apesar da pouca informação fornecida sobre esta questão nos meios de comunicação social, as pessoas em situação de sem-abrigo têm a capacidade de afetar dramaticamente o ambiente. De acordo com o Conselho Ambiental de Sacramento, a falta de residência contribui para a deterioração ambiental. Por exemplo, os resíduos [lixo, apetrechos de drogas, etc.] produzidos pelas pessoas em situação de sem-abrigo acumulam-se à volta dos seus espaços de abrigo, que tendem a estar perto de cursos de água, sistemas de esgotos ou parques. Isto leva à contaminação do ecossistema circundante. O Conselho Ambiental oferece medidas para a conservação do meio ambiente e, ao mesmo tempo, lida com a questão das pessoas em situação de sem-abrigo. Estas etapas incluem a limpeza de vários sistemas de água e espaços públicos, a fim de fornecer água potável e áreas limpas para todos os indivíduos da comunidade. Uma dessas medidas inclui também a intervenção governamental no estabelecimento de espaços sanitários e seguros para as pessoas em situação de sem-abrigo, a fim de evitar mais destruição ambiental.
Uma forma crítica de combater o problema das pessoas em situação crónica de sem-abrigo é a criação de comunidades de microcasas. Os responsáveis por tais estabelecimentos pretendem ajudar os indivíduos a resolver os seus problemas de habitação e oferecer um espaço onde os indivíduos possam estabelecer contactos com outros que se encontrem em circunstâncias semelhantes. A criação dessas comunidades requer muito apoio, mas o objetivo final é no final das contas compartilhado. Os principais intervenientes por detrás da construção e do financiamento de microcasas para as pessoas em situação de sem-abrigo são organizações sem fins lucrativos. O seu objetivo não é apenas dar às pessoas em situação de sem-abrigo um lugar para viver, mas também oferecer-lhes recursos para os ajudar em todos os aspetos das suas vidas. Construir comunidades de microcasas para as pessoas em situação de sem-abrigo é um esforço de grupo que envolve as pessoas em situação de sem-abrigo, as próprias cidades e os patronos das habitações.